# Alizée
Alizée, nome artístico de Alizée Jacotey, (Ajaccio, 21 de agosto de 1984) é uma cantora francesa. Seu nome, Alizée, é a forma feminina de Alizé (ventos alísios). Foi descoberta por Mylène Farmer, ao participar no talento Graines Star em 1999. Com a ajuda de Mylène Farmer e Laurent Boutonnat, Alizée lançou dois álbuns, que foram bem sucedidas dentro e fora da França.
Seu primeiro álbum foi chamado Gourmandises (Candy), e recebeu uma platina apenas três meses após o lançamento. Gourmandises foi um sucesso após o seu lançamento internacional em 2001. Em Gourmandises extraído seu hit mais famoso Moi ... Lolita, que alcançou o número um nas paradas da Europa e Ásia. Alizée desempenhou o papel de Lolita. Depois de Gourmandises foi lançado seu segundo álbum de estúdio intitulado Mes courants électriques em 2003, que não foi tão bem sucedido quanto seu antecessor, mas chegou a um número significativo de vendas também. Após o seu lançamento, Alizée turnê de 43 concertos em França e alguns na Bélgica e na Suíça.
Alizée casou-se com o cantor francês Jérémy Chatelain em 2003  e teve uma filha com ele em 2005. No início de 2004, fez uma pausa em sua carreira musical, que retomou no final de novembro de 2007 com o álbum Psychédélices.
Após um grande sucesso na América Latina, Ásia e Europa por Psychédélices, Alizée fez uma mudança radical no estilo musical do pop psicadélico do álbum anterior no Mainstream, ligando-se à gravadora independente chamada "Institubes" e juntar-se aos artistas do gênero como Chateau Marmont Rob, Tahiti Boy e Adanowsky,que colaboraram na produção de Une enfant du siècle, quarto album de carreira, que oficialmente começou a ser vendido em 29 de março de 2010.
No início de 2011 publicou sua participação no novo álbum de Alain Chamfort e logo Alizée anunciou na primavera de 2012 o lançamento do seu novo álbum de estúdio em que retoma as suas raízes musicais e continua o sucesso global.
Suas músicas são conhecidas em todo o mundo para além da fronteiras de língua francesa, no topo das paradas musicais nos cinco continentes.

## Biografia
Nascida em 21 de agosto de 1984, em Ajaccio, Córsega, teve uma infância normal ao lado de seu irmão mais novo Johann, sua mãe Michelle (empresária) e seu pai José (informático). Desde a tenra idade ela sentia um grande amor pela dança, que começou a praticar na L'Ecole du Spectacle. Aos 4 anos, começou a familiarizar-se com o entretenimento, tendo aulas de teatro e de canto, com apoio de Mufraggi Monique, seu professor, e direção de Patrick Fiori.
Em 1995, uma companhia aérea francesa realizou um concurso convidando as crianças a desenhar um plano - o desenho mais original seria reproduzido em escala de um avião real. Alizée,com 11 anos, entrou no concurso, e inspirando-se no livro Le Petit Prince fez o seu desenho. Vencendo o concurso, foi recompensada com uma viagem para as Maldivas, além de ter seu desenho colocado em um avião que foi batizado Alizée.
Em 1999, Alizée realizou uma audição no César Palace de Ajaccio para um programa de jovens talentos chamado Granies Star, cantando a canção La vie ne m'apprend rien de Daniele Balavoine. Sua segunda audição, depois de passar o primeiro turno, foi em 16 de dezembro, em Paris, com o tema Waiting for Tonight de Jennifer Lopez. Em 25 de fevereiro de 2000, apresentou-se no show tocando a música Ma Prière, de Axelle Red, com a qual ficou em segundo lugar.

### 2000 - 2002:Gourmandises,Moi... Lolitae sucesso internacional
Sua performance vencedora foi vista pelos compositores veteranos Mylène Farmer e Laurent Boutonnat, que estavam procurando por uma voz jovem e fresca para participar de seu novo projeto. Eles abordaram Alizée, e ela foi selecionada após audições de estúdio. A dupla organizou sua estreia com um lançamento meticulosamente orquestrado, controlando sua imagem e aparições públicas. Em 2000, eles produziram seu primeiro álbum, Gourmandises, que foi um grande sucesso na França, Bélgica, Alemanha, México e Reino Unido.
O primeiro single, e maior sucesso até hoje, Moi... Lolita, ressuscitou a rica tradição musical francesa iniciada por Serge Gainsbourg em 1964 com a canção Pauvre Lola, inspirada no célebre romance Lolita, criando a imagem que definiu Alizée nos primeiros anos de sua carreira. Ela ganhou um prêmio M6 em 2000 e voltou com um álbum seguinte, Mes Courants Électriques, em 2003. Este segundo álbum também fez muito sucesso, embora menos do que o primeiro. Um álbum de vídeo foi filmado durante sua turnê europeia logo em seguida.
O single obteve sucesso na maior parte da Europa e partes do Leste Asiático, alcançando o número um em vários países. O videoclipe associado retratava Alizée como uma adolescente rústica e pobre visitando uma boate na cidade com sua irmã mais nova, perseguida por um jovem que havia emprestado a passagem de ônibus para chegar lá, mas cujo interesse romântico nela nunca foi correspondido. A música foi posteriormente usada no trailer do filme de 2006, A Good Year, no Reino Unido, e fez parte da trilha sonora do filme.
O single era de seu álbum de estreia, Gourmandises ("Guloseimas"), lançado em 2000. O álbum, escrito por Farmer e composto por Boutonnat, vendeu mais de 788 000 cópias na França - alcançou o status de Platina em apenas três meses. Em 2001, o álbum foi lançado internacionalmente e Alizée se tornou a cantora francesa mais vendida de todos os tempos. O álbum vendeu mais de dois milhões de cópias em todo o mundo. Farmer e Boutonnat mantiveram um rígido controle sobre a forma como o álbum foi comercializado e controlaram a imagem na qual Alizée foi retratada. Nesse ínterim, Alizée concedeu pouquíssimas entrevistas e, mesmo quando o fez, elas não ultrapassaram os 20 minutos por jornalista. Ela também não concordou com nenhuma sessão de fotos.
Seu segundo single L'Alizé (2000), também do mesmo álbum, veio em breve. Também atingiu o primeiro lugar na França e obteve algum sucesso internacional. O vídeo da música "sexily alliterative" (compara o título com "Lola", uma variante de "Lolita") mostra uma Alizée milagrosamente acrobática (até no ar) brincando em meio a bolhas estourando em frente a um fundo rosa, cantando eroticamente sobre sua busca cautelosa por um amor verdadeiro. O vídeo foi filmado em um estúdio em Bruxelas, que tinha uma tela pintada de 25 metros por 10 metros para servir de fundo, com bolhas reais. Este single foi seguido por outro single do mesmo álbum - a canção-título, "Gourmandises". O vídeo, que mostra um grupo de meninos e meninas adolescentes em um piquenique, foi filmado em um dia. O último single do álbum foi "Parler tout bas", sobre a maioridade, e foi ilustrado com um videoclipe surreal. Na França, "Parler tout bas" foi o terceiro single, seguido pelo lançamento de Gourmandises.

### 2003 - 2004:Mes Courants Electriques, En Concert
Em 2003, Alizée voltou com seu segundo álbum Mes Courants Électriques ("Minhas correntes elétricas"). Com o lançamento deste álbum, ela mudou sua imagem de "Lolita" para a de uma adolescente mais moderada. Este álbum também foi escrito por Farmer e Boutonnat e vendeu 400 000 cópias na França.
O primeiro single deste álbum, "J'en ai marre!" (também conhecido como "Mon bain de mousse" no Japão) foi lançado em 2003. Seu videoclipe mostra Alizée em uma gaiola de vidro, cantando enquanto recebe água espirrando nela. A gaiola de plexiglass, de 3 por 3 metros de dimensão, foi construída em um estúdio parisiense, e a filmagem do vídeo durou dois dias. Os outros singles deste álbum foram "J'ai pas vingt ans" e "À contre-courant". O vídeo de "J'ai pas vingt ans" lembra o ambiente de um show, com Alizée dançando no meio de vários outros dançarinos. "À contre-courant", o último single deste álbum, foi filmado numa fábrica de carvão abandonada.
Os álbuns apresentam versões em inglês de quatro faixas. As traduções foram artísticas ao invés de literais, tentando capturar o sentimento e conceitos ásperos ao invés de palavras e expressões específicas. Em alguns casos, eles são "emburrecidos", sem os jogos de palavras franceses inteligentes dos originais.
Após o lançamento de Mes Courants Électriques, Alizée fez uma turnê pela França, junto com uma apresentação na Bélgica e na Suíça, durante o segundo semestre de 2003. A turnê começou com uma apresentação em 26 de agosto de 2003 em Paris. Concluiu-se com a sua apresentação no prestigioso salão l'Olympia em Paris e na véspera de 17 de janeiro de 2004 no salão de concertos Le Zénith na mesma cidade e cobriu grandes cidades, incluindo Lyon, Rouen, Lille, Grenoble e Dijon. Um CD e DVD ao vivo, intitulado Alizée En Concert, composto de performances selecionadas de sua turnê, foi lançado um ano depois, no outono de 2004. O CD de áudio continha faixas, retiradas de seus dois álbuns de estúdio. O DVD trazia vídeos das mesmas performances do CD, junto com vídeos bônus de seus ensaios.

### 2005–2007: O hiato e o lançamento no México
Em 2005, após o sucesso de sua primeira turnê e lançamento do primeiro álbum ao vivo, Alizée primeiro desapareceu dos holofotes, então reapareceu na mídia quando foi revelado que ela estava grávida. Ela deu à luz uma menina, Annily, em 28 de abril de 2005 (a criança que teve com Jérémy Chatelain) e suspendeu sua carreira. No entanto, os tablóides dedicaram vários artigos, pois o nome Alizée apareceu com outros, incluindo as listagens falsas do caso Clearstream. Após vários rumores de um retorno iminente, especialmente em colaboração com a banda Indochine, Alizée deixou a Universal Records para assinar com a RCA (Sony BMG) em agosto de 2007, revelando também que o álbum En Concert e a turnê foram sua última colaboração com seus mentores.
Enquanto isso, uma compilação do álbum ao vivo foi relançada no início de 2007 no México pela Universal Music como um lançamento em CD + DVD, após a apresentação das músicas em estações de rádio locais. Com o relançamento e renovado interesse, as músicas subiram nas paradas musicais do país. O álbum se tornou um sucesso, alcançando a quarta posição na parada internacional em 28 de maio de 2007 e a oitava posição na parada de álbuns principal. En concert tem certificação Gold para remessas acima de 50.000 cópias apenas no México.

### 2007 - 2009: Psychédélices, sucesso na América e um novo sucesso na Ásia

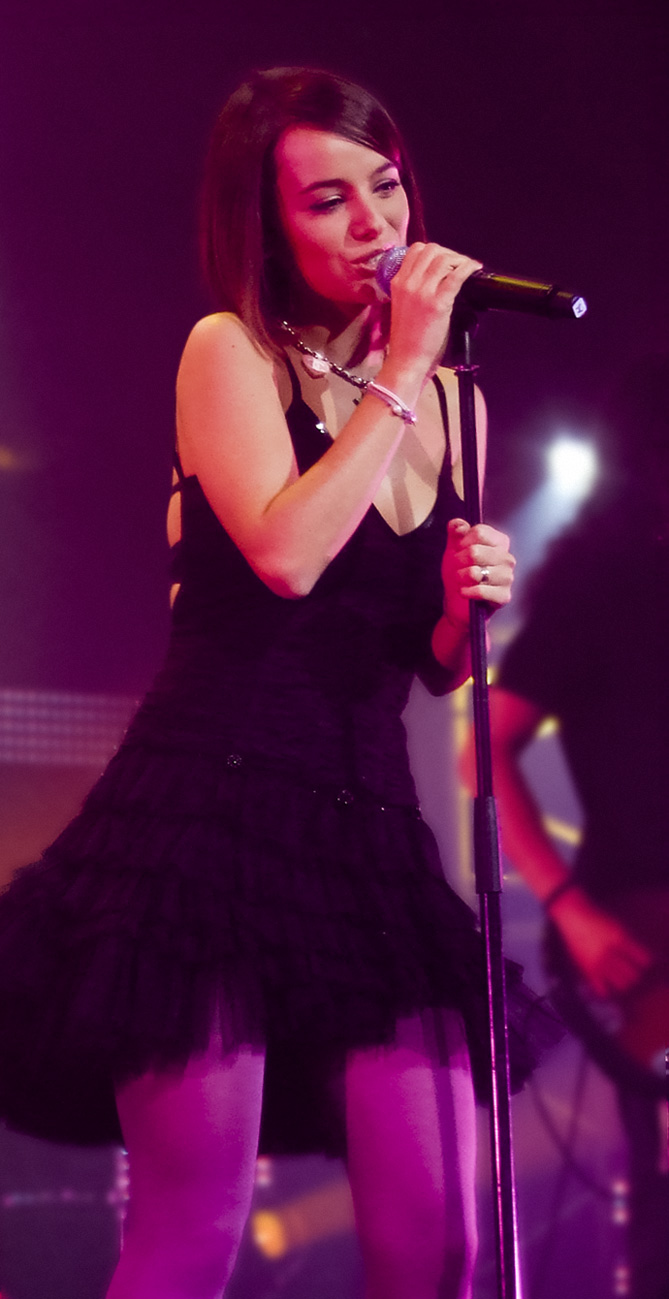
Alizée, cantando, em 2008

Seu terceiro álbum Psychédélices foi lançado em 3 de dezembro de 2007 para ser "Mademoiselle Juliette" o primeiro single. O single foi ao ar na rádio francesa NRJ em 27 de setembro de 2007 para o primeiro tempo e saiu digitalmente no dia 30. O mesmo vídeo foi lançado em novembro.
Alizée decidiu deixar neste álbum a sua arte patrocinadores, Mylène Farmer e Laurent Boutonnat, deixando para trás sua imagem de Lolita e mostrando uma imagem mais madura. Para este novo álbum, ela colaborou com músicos como Bertrand Burgalat, Darc Daniel, Puccino Oxmo Fauque Jean e seu marido, Jérémy Chatelain. Seu segundo single é Fifty - Sixty (Cinquenta e Sessenta), com um vídeo estreou oficialmente em linha no início de maio, e fez sua estreia na televisão francesa durante o mês de junho, este vídeo faz parte da Trilogia Fifty - Sixty, composto por dois vídeos mais baseada na Remixes Fifty-Sixty.
Depois do enorme sucesso de "Fifty - Sixty", o francês lançou o single La Isla Bonita sua versão cover do sucesso de Madonna, e como a referida se tornou um grande sucesso na Europa atingindo o número 2 nas paradas na França e vários em outros países.
Alizée fez uma turnê mundial que a levou a países diferentes, o primeiro show desta turnê foi realizada em Moscou em 19 de maio, seguido de cinco concertos no México durante o mês de junho, esses concertos foram realizados nas principais cidades, incluindo: Cidade do México, Guadalajara, Puebla e Monterrey. Após o grande sucesso naquele país o corso apresentar 3 concertos no Canadá e continuou a fazer turnês juntos. "Ki m'aime eu SUIVE" produtora francesa responsável pela organização da turnê, estima que o público era mais de 60 000 espectadores.
A lista de faixas para este Tour é composto principalmente por Psychédélices músicas, mas também canções de seus dois álbuns anteriores, em que Alizée tiveram que mudar a música de canções como "J'en ai marre" e "Moi lolita ", como rumores vazaram na net dizem Mylene Farmer e Laurent Bottonat não concessão de direitos autorais autorizações para que apenas a letra original, enquanto permaneceu mudou o arranjo musical, que foi negado pelo mesmo argumentando a falta de concordar com os termos de tempo.

### 2010: Une enfant du siècle, nova imagem e estilo musical novo

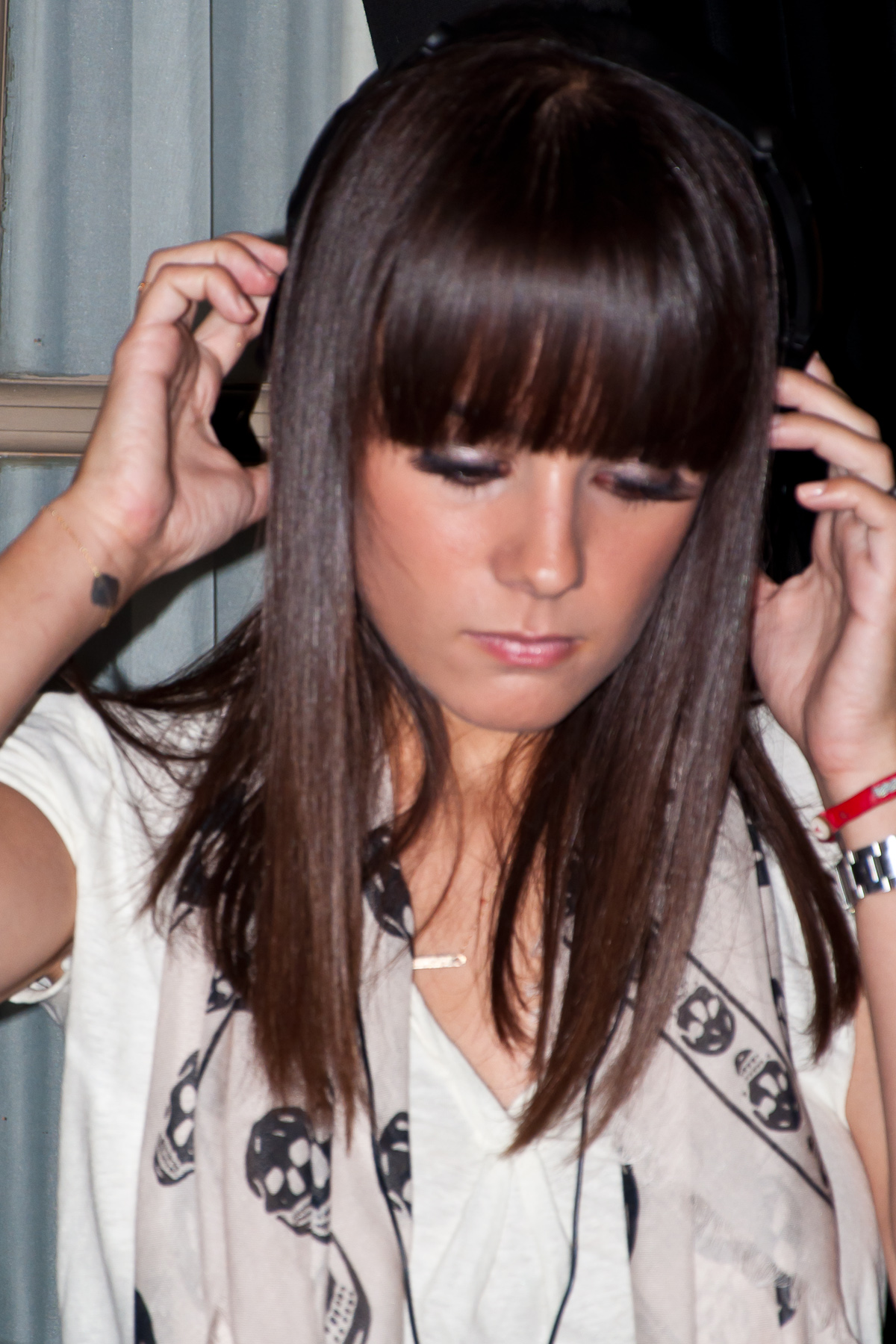
Alizée como DJ convidada no Hotel Ritz em Paris em 2010

Seu quarto álbum, Une enfant du siècle, produzido em parte pelo gerador de Chateau Marmont, foi lançado em 29 de março de 2010. Aclamado por críticos e fazer um zumbido bom para a mudança radical de estilo, o álbum, que reúne jovens Institubes produtores etiqueta (Chateau Marmont, Rob ...), embora em formato físico não obter o índice de vendas no formato Digital foi o número 8 por várias semanas nas paradas na França, mas no México há problemas com a distribuição pelas gravadoras no país do México ganhou um número considerável de vendas. Alizée também para a promoção deste CD, posou para a revista origem francês Technikart, que veio com a aparência da cantora Madonna para seu single Like a Virgin. Les Collines (Never Leave You) a promo único que mostrou o vídeo do mesmo nome foi publicado uma semana após o lançamento, após o sucesso foi pré-indicado para álbum do ano por Les Victoires de la Musique.

### 2011 - presente: Investimentos, quinto álbum de estúdio e Filantropia
Alizée participou pela sexta vez o show Les Enfoirés "L'oeil de Enfoirés" no L'Arena, em Montpellier. Alizée participou do single Des Ricochets com mais de 44 artistas, o título do laço único pelo grupo de Paris-África fundada pelo UNICEF na luta contra a desnutrição semelhante a We Are the World dos USA for Africa. Também faz parte dos artistas que gravaram um dueto com Alain Chamfort, o melhor do último, cujo lançamento está previsto para o último trimestre de 2011. Durante Alizée participou de vários shows em TF1 como 90 e 2000 gerações, ou Amimicalement anunciou um novo álbum está agendado para a Primavera de 2012, marcando um retorno à música de raiz, que será lançado com o selo da Sony Music. De 1 a 6 de fevereiro de 2012, Alizée participou Enfoirés com o novo show "Le bal de Les Enforiés" no auditório Zenith de Lyon, que vendeu para fora. Após esta semana em Lyon.

## Vida pessoal
Embora descrita como uma pessoa muito tímida e reservada, ela gosta de se apresentar em público. Ainda que seja mais famosa como cantora, Alizée prefere dançar, e é bastante proficiente em dança clássica, jazz, balé italiano, sapateado e flamenco.
Alizée se casou com o cantor francês Jérémy Chatelain em Las Vegas, Nevada, em 6 de novembro de 2003. Eles têm uma filha chamada Annily (nascida em 28 de abril de 2005). O público descobriu seu casamento em fevereiro de 2004, quando a revista Voici divulgou uma cópia de sua certidão de casamento em um artigo. Ela não falou nada sobre sua vida privada e familiar e manteve seu bebê fora da imprensa o melhor que pôde, mas desde 2011 tem sido muito mais aberta sobre sua vida privada. Jérémy e Alizée se divorciaram no início de 2012. Durante o programa Danse avec les stars, no outono de 2013, Alizée conheceu e começou a namorar Grégoire Lyonnet, com quem se casou em 18 de junho de 2016.

## Arte

### Música e Voz
Alizée tem uma gama vocal mezzo-soprano. Começou sua carreira musical com músicas que ela descreve como "pop com alma". Em 2000, irrompe no mundo da música e se tornou uma sensação internacional, porque ela era a cantora de maior sucesso francês no mundo, em um tempo muito longo, Alizée é conhecida por misturar sons eletrônicos com pop e pop psicodélico e mais recente o Mainsream com Pop Euro no momento de sua estreia, a crítica referida como A Rainha do Euro Pop é uma Lolita francesa mencionou o NRJ, em seu primeiro álbum Alizée usa o Pop com Euro Pop misturado com elegante sons suaves, world music e clássico Chanson francês. O segundo disco foi usado a música mais casa, sons instrumentais e eletrônicos misturados com os sons de seu último álbum, o terceiro álbum de alterar a maioria dos sons de seus dois últimos álbuns substituindo-os com os sons psicodélicos e World Music música com muito ritmo. O single Fifty - Sixty é dedicado à memória da modelo Edie Sedgwick. No quarto álbum houve uma mudança radical no estilo de música com um novo gênero para a carreira Mainstream, com esta mudança radical de gênero, surgiu uma Alizée muito elegante, mas menos rítmica comparado aos seus três últimos materiais aclamados pela crítica, deixa claro que a reinvenção é uma grande parte de sua contribuição à música.

### Influências
Alizée mencionou várias vezes a Madonna como uma de suas maiores inspirações, Whitney Houston também foi mencionado, seu ex-protetor de Mylène Farmer é uma grande inspiração, ela mencionou que gosta do estilo de Gwen Stefani e que ama seu cabelo. Suas influências musicais são pop em muitas de suas raízes, world music, chanson francesa, house music, o Mainstream Hip-Hop e outros.

### Imagem pública
Alizee em sua estreia com um estilo livre e cheio de luz com uma Lolita cheio de inocência e sensualidade que cativou o mundo, Este sucesso a levou a obter um World Music Award em seu segundo estilo e juntou-se uma grande parte de seu estilo de estreia, mas mais poder com o cabelo em camadas, mas sem maquiagem em excesso. Após dois anos de silêncio retorna com um estilo psicodélico doce e chique ao mesmo tempo com esta mudança para um novo público cativo em sua carreira. Para seu quarto álbum, ela fez uma mudança radical, tanto no estilo de música e imagens com uma composição mais madura e com um estilo elegante e chique no vestido e cabelo. Para promover este álbum Alizée posa para uma grande revista francesa usar o Like a Virgin estilo de seu ídolo Madonna se tornar um sucesso.

## Discografia
| Álbuns de estúdio - 2000 Gourmandises - 2003 Mes Courants Électriques - 2007 Psychédélices - 2010 Une enfant du siècle - 2013 5 - 2014 Blonde | Álbuns ao vivo e compilações - 2004 Alizée En Concert - 2007 Tout Alizée - 2008 Psychedelices (CD + DVD) | Singles - 2000 Moi... Lolita - 2000 L'Alizé - 2001 Parler Tout Bas - 2001 Gourmandises - 2003 J'en ai marre! / I'm Fed Up! - 2003 J'ai pas vingt ans / I'm Not Twenty - 2003 À contre-courant - 2004 Amelie M'a Dit - 2007 Mademoiselle Juliette - 2008 Fifty Sixty - 2008 Lilly Town - 2008 La Isla Bonita - 2010 Les Collines (Never Leave You) - 2012 À cause de l'automne | Turnês - Alizée En Concert 2003-2004 - Psychédelices World Tour 2008 - 2009 - 2012 - a confirmar |

## Prêmios
- M6 Awards

Apocalipse ** francesa (2000)
- Trophée des Anges (França)
  - Revelação do Ano (2000 e 2001)
- NRJ Music Awards
  - Revelação francesa (2001)
  - Melhor Site Web Musical (2001)
- Prêmios DMX (Web)
  -  Melhor Canção francófona Moi Lolita  (2001)
- SACEM
  - Preço Vincent Scotto (2001)
- Prêmio Hit FM (Rússia)
  - Award para "Moi ... Lolita" (2001)
- World Music Awards
  - Cantora de le ano (2002)
- Las Lunas del Auditorio (México)
  - Melhor Artista Pop Internacional (2008)

### Nomeações
- Petite Princess (França)
  - Melhor Cantor (2000)
- Victoires de la musique
  - Álbum do Ano para Gourmandises (2001)
  -  Pré-nomeada para álbum do ano para o Un enfant su sieacle  (2010)
- NRJ Awards
  - Álbum do Ano para Gourmandises (2001)
- MTV Latin America Awards
  - Novo Artista Internacional (2008)